# Netherlands Proteomics Centre
Het Netherlands Proteomics Centre (NPC) is een Nederlands expertisecentrum op het gebied van proteomica. Het onderzoek richt zich op het proteoom, het geheel van eiwitten dat een organisme gedurende zijn leven maakt en die de biologische functie van cellen bepalen.
Het NPC werd opgericht door Prof. Dr. Albert Heck in 2003 en is gevestigd in de stad Utrecht. Het is onderdeel van het Netherlands Genomics Initiative (NGI). 

## Samenwerkende instanties
Binnen NPC werken zeven universiteiten, vier universitaire medische centra en een aantal biotechnologische bedrijven samen:
- Universiteit Utrecht (UU)
- Universitair Medisch Centrum Utrecht (UMCU)
- Rijksuniversiteit Groningen (RUG)
- Universiteit Leiden  (LU)
- Leids Universitair Medisch Centrum (LUMC)
- Technische Universiteit Delft (TU Delft)
- Radboud Universiteit Nijmegen (RUN)
- Universiteit van Amsterdam (UvA)
- Academisch Medisch Centrum (AMC)
- Wageningen University (WUR/PRI)
- Erasmus MC
- Nederlands Kanker Instituut (NKI)
- Nederlands Vaccin Instituut (NVI)
- FOM-instituut AMOLF
- Hubrecht Instituut

## Bestuur
- Prof. Dr. Albert Heck
- Dr. Werner Most
- Prof. Dr. Geert Kops
- Prof dr. Hermen Overkleeft
- Prof. Dr. Bert Poolman
- Prof. Dr. Rob Liskamp